# ベリーベスト法律事務所
ベリーベスト法律事務所（ベリーベストほうりつじむしょ）は、日本の法律事務所。士業ビジネスやコンサルティング業務等を広く手掛けるベリーベストグループの中核となる。
事務所名のベリーベスト（Very best）は、「最高の」という意味に加え、「一生懸命」、「精一杯」という意味を込めている。

## 概要
慶應義塾大学法学部・司法修習で同期だった酒井将と浅野健太郎によって2010年に設立。2013年には、同様に同期であった萩原達也も入所し、その4年後に代表に就任。以降、酒井将・浅野健太郎・萩原達也の3名が代表として事務所を運営している。
主たる事務所を東京都港区に置きながら、国内74か所に従たる事務所を開設し、法律事務所の拠点数全国№.1を誇る。所属弁護士数は約410人（2025年6月時点）で、日本の法律事務所としては、所属弁護士数第6位である。いわゆる「五大法律事務所」が企業法務を中心としているのに対し、ベリーベストは創業当初より国内個人客を中心に据えてきたのが特徴。
2024年公開のテレビCMでは、要潤を起用して全国放映を行っている。「ベストを超えろ」のキャッチコピーのもと、「業界の常識にとらわれることなく、この時代に相応しい弁護士事務所を目指そう」という事務所としての姿勢を示した。
また、同年10月にはCROSS FMのラジオ番組「CHEER UP！ FRIDAY」にて、法律に関するさまざまな話題を紹介する「ベリーベスト法律事務所　Legal Café」のコーナーがスタート。嶋田和孝がナビゲーターを担う福岡からの生放送ワイド番組で、法律を身近に感じてもらうために、ベリーベストグループに所属する弁護士や税理士が月替わりで情報を届けている。

## 業務分野

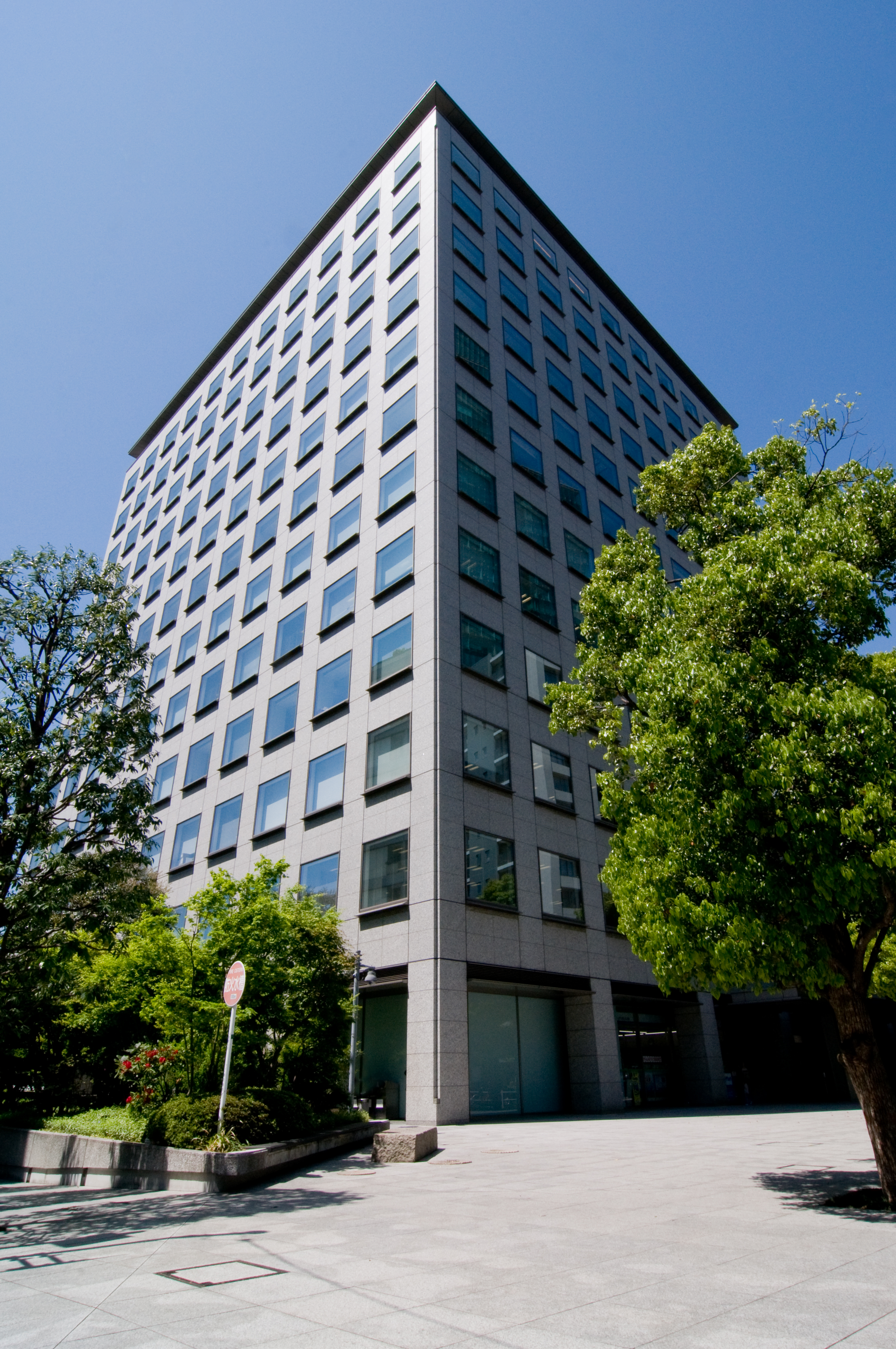
東京オフィス（本社）外観

設立当初は債務整理・過払い金請求で得た利益で積極的に弁護士の採用に注力し、以降、取り扱い案件を拡大している。主には、交通事故、離婚問題、遺産相続、刑事弁護、労働問題、債務整理、債権回収、削除請求、医療過誤、建築訴訟、消費者問題、学校問題、企業法務、国際業務などが挙げられる。
民事事件を多く取り扱うが、企業法務にも注力しており、月額3,980円から契約できる顧問弁護士サービスを展開。顧問契約社数は、1,980社（2025年5月9日時点）を超えた。国際法務も幅広く扱っており、2024年8月21日には、韓国の大手法律事務所「法務法人（有限）大輪（デリュン）」との業務提携覚書に調印している。
またグループ全体としても、税務、人事・労務、特許業務、M＆A等広く手掛ける。
創業者の酒井は、「マーケティングを駆使して過払いに頼らない事務所経営をしようと当初から考えていた」と話す。

## 士業以外で活躍する弁護士
東京オフィスに所属する五十嵐優貴は、弁護士兼小説家として活躍。小説家としては、五十嵐律人のペンネームで推理小説を執筆している。2023年11月10日には、長編推理小説「法廷遊戯」が劇場公開された。
久保田康介は、弁護士兼Youtuberとして活躍。弁護士が架空請求詐欺を相手にしたらどうなるのか、電話で攻防を行う様子などのフィクションを投稿している。2025年6月時点、チャンネル登録者数は44万人を超える。また、べリーベスト法律事務所の弁護士が監修する、個人の法律問題解決チャンネル「みんなの法律手帳」も運営。チャンネル登録者数は1万4千人を突破している（2025年6月時点）。

## 沿革
- 2010年（平成22年）
  - 酒井将・浅野健太郎が「ベリーベスト法律事務所」を開所
- 2011年（平成23年）
  - 福岡オフィス、札幌オフィス、名古屋オフィス、広島オフィス、大阪オフィスを開設
  - 12月　関連会社として「株式会社ベリーベスト」を設立
- 2012年（平成24年）
  - 仙台オフィスを開設
  - 12月　関連事務所として「税理士法人ベリーベスト」「社会保険労務士法人ベリーベスト」を設立
- 2013年（平成25年）
  - 横浜オフィス、神戸オフィス、静岡オフィス、千葉オフィス、京都オフィス、立川オフィス、大宮オフィスを開設
- 2016年（平成28年）
  - 川崎オフィス、堺オフィス、北九州オフィス、新潟オフィスを開設
  - 6月　関連事務所として「弁理士法人ベリーベスト国際特許事務所」を設立
- 2017年（平成29年）
  - 岡山オフィス、松山オフィス、金沢オフィス、那覇オフィス、水戸オフィスを開設
  - 12月　萩原達也が代表弁護士に就任し、酒井将・浅野健太郎・萩原達也3名での事務所運営体制が開始
- 2018年（平成30年）
  - 高崎オフィス、宇都宮オフィス、柏オフィス、岸和田オフィス、新宿オフィス、川越オフィス、町田オフィスを開設
- 2019年（平成31年／令和元年）
  - 船橋オフィス、湘南藤沢オフィス、姫路オフィス、久留米オフィスを開設
- 2020年（令和2年）
  - 浜松オフィス、滋賀草津オフィス、奈良オフィス、岡崎オフィス、豊中千里中央オフィス、東大阪布施オフィス、熊本オフィス、海浜幕張オフィスを開設
- 2021年（令和3年）
  - 沼津オフィス、福山オフィス、錦糸町オフィス、小田原オフィス、長崎オフィス、宮崎オフィス、所沢オフィス、大分オフィス、豊橋オフィス、鹿児島オフィスを開設
- 2022年（令和4年）
  - 横須賀オフィス、越谷オフィス、甲府オフィス、岐阜オフィス、北千住オフィス、和歌山オフィス、池袋オフィス、天王寺オフィス、高松オフィス、郡山オフィス、津オフィスを開設
- 2023年（令和5年）
  - 長野オフィス、練馬オフィス、八王子オフィス、四日市オフィス、盛岡オフィス、徳島オフィス、山口オフィス、木更津オフィス、山形オフィス、銀座オフィスを開設
  - 7月　国内69拠点目となるオフィス開設により、日本で最多の事務所展開を達成[13]
  - 10月　関連会社として「ベリーベストテクノロジーズ株式会社」「株式会社ベリーベストM&Aアドバイザリー」を設立
- 2024年（令和6年）
  - 成田オフィス、浦和オフィス、鶴岡オフィスを開設
  - 4月　関連会社として「ベリーベストプライバシー株式会社」を設立
  - 8月　韓国大手法律事務所の「法務法人（有限）大輪（デリュン）」と業務提携
- 2025年（令和7年）
  - 2月　関連事務所として「行政書士法人ベリーベスト」を設立

## グループ法人
- べリーベスト税理士事務所
- 弁理士法人ベリーベスト国際特許事務所
- 社会保険労務士法人ベリーベスト
- 行政書士法人ベリーベスト
- 株式会社ベリーベスト
- 株式会社ベリーベストM&Aアドバイザリー
- 株式会社ベリーベスト不動産
- ベリーベストテクノロジーズ株式会社
- ベリーベストプライバシー株式会社
- ベリーベストエスクロー株式会社
- ベリーベスト財務コンサルティング株式会社

## 関連書籍
- 『嘘か真言か』（五十嵐律人／単著、文藝春秋、2024年8月26日、ISBN 9784163918860）
- 『もめない相続』（田渕朋子、的場理依、石塚大介、遠藤知穂／共著、幻冬舎、2024年9月3日、ISBN 9784344690127）
- 『密室法典』（五十嵐律人／単著、KADOKAWA、2024年4月24日、ISBN 9784041136348）
- 『これで安心 福祉・介護施設の労務トラブル解決と予防Q&A 弁護士がやさしく解説』（愛知県弁護士会労働法制委員会／編集、河野翔平／共著、中央法規出版、2024年3月25日、ISBN 9784824300065）
- 『真夜中法律事務所』（五十嵐律人／単著、講談社、2023年11月15日、ISBN 9784065337189）
- 『現役弁護士作家がネコと解説 にゃんこ刑法』（五十嵐律人／単著、講談社、2023年11月10日、ISBN 9784065337936）
- 『魔女の原罪』（五十嵐律人／単著、文藝春秋、2023年4月24日、ISBN 9784163916880）
- 『アウトドア六法 正しく自然を楽しみ、守るための法律』（ベリーベスト法律事務所／監修、山と溪谷社、2023年3月14日、ISBN 9784635500494）
- 『幻告』（五十嵐律人／単著、講談社、2022年7月27日、ISBN 9784065284476）
- 『六法推理』（五十嵐律人／単著、KADOKAWA、2022年4月25日、ISBN 9784041120064）
- 『東弁協叢書 企業法務のための規制対応&ルールメイキング ビジネスを前に進める交渉手法と実例』（江﨑裕久他／共同編者・総論執筆、ぎょうせい、2022年3月14日、ISBN 9784324110980）
- 『原因において自由な物語』（五十嵐律人／単著、講談社、2021年7月15日、ISBN 9784065234006）
- 『後悔しない！離婚の準備と手続き』（ベリーベスト法律事務所／監修、田渕朋子／監修協力、ナツメ社、2021年3月9日、ISBN 9784816369742）
- 『不可逆少年』（五十嵐律人／単著、講談社、2021年1月27日、ISBN 9784065221730）
- 『法廷遊戯』（五十嵐律人／単著、講談社、2020年7月15日、ISBN 978-4065184479）
- 『実務家が陥りやすい 離婚事件の落とし穴』（日原聡一郎／共著、新日本法規、2020年11月、ISBN 9784788287938）
- 『弁護士「セルフブランディング×メディア活用」のすすめ』（久保田康介／共著、第一法規、2020年2月10日、ISBN 9784474067752）
- 『財産分与や戸籍・親権の解決策がきちんとわかる 離婚すると決めたら読む本』（ベリーベスト法律事務所、鎌田綾子、日原聡一郎、松井剛、矢吹真理子、米澤弘文／共著、日本実業出版社、2019年10月10日、ISBN 9784534057266）
- 『弁護士YouTuberクボタに聞く「これって犯罪ですか？」』（久保田康介／単著、KADOKAWA、2019年2月20日、ISBN 9784046022424）
- 『日本の裁判がわかる本』（カプコン、ベリーベスト法律事務所／著、日原聡一郎、巽周平／監修、日本文芸社、2018年10月26日、ISBN 9784537216295）
- 『離婚の経済と法律』（日原聡一郎／監修、サプライズBOOK、2018年8月21日）
- 『中華人民共和国新民事訴訟法司法解釈 実務解説（下）』（翁道逵、楼鶯／共著、HSJ、2018年7月）
- 『中華人民共和国新民事訴訟法司法解釈 実務解説（上）』（翁道逵、楼鶯／共著、HSJ、2018年6月）
- 『養育費・扶養料・婚姻費用 実務処理マニュアル』（日原聡一郎／共著、新日本法規出版、2018年4月5日、ISBN 9784788284272）
- 『ファクトチェックとは何か』（楊井人文／共著、岩波書店、2018年4月5日、ISBN 9784002709826）
- 『ここがターニングポイント！フローチャート 失敗事例から学ぶ職場のメンタル不調防止対策』（金ヶ崎絵美／単著、第一法規、2017年3月3日、ISBN 9784474057258）
- 『証拠収集実務マニュアル 第3版』（日原聡一郎／共著、ぎょうせい、2017年2月、ISBN 9784324102664）
- 『自己破産と借金整理を考えたら読む本』（ベリーベスト法律事務所、佐野良昌、外口孝久、日原聡一郎／共著、日本実業出版社、2016年9月15日、ISBN 9784534054241）
- 『中華人民共和国新民事訴訟法 実務解説』（ベリーベスト法律事務所、翁道逵／編集著者、HSJ、2016年5月9日）
- 『ゼッタイ得する会社のつくり方はじめ方』（ベリーベスト法律事務所／監修、岸健一／共著、あさ出版、2015年3月24日、ISBN 9784860637798）
- 『交通事故に遭ったら読む本』（ベリーベスト法律事務所／著、日本実業出版社、2014年9月10日、ISBN 9784534052131）
- 『転ばぬ先の杖！トラブル以前の法律の常識 基本の知識130』（酒井将／単著、講談社、2010年3月18日、ISBN 9784062997119）
- 『そのまま使える契約書式文例集』（酒井将、浅野健太郎／共著、かんき出版、2007年11月22日、ISBN 9784761264758）
- 『会社の法律がなんでもわかる本』（酒井将、浅野健太郎／共著、日本実業出版社、2007年11月21日、ISBN 9784534043122）
- 『こんなときどうする 製造物責任・企業賠償責任Q&A=その対策のすべて=』（酒井将、浅野健太郎、水野奈也、薩仁、笠木拓海、松本翔馬、森川達史／共著、第一法規、2000年7月10日、ISBN 9784474600591）
- 『図解建築紛争事例便覧』（日原聡一郎／共著、新日本法規、1998年）

## 不祥事
ベリーベスト法律事務所の酒井将・浅野健太郎は、2016年9月27日に「弁護士法や弁護士職務基本規定に反する」として懲戒請求を受け、2020年3月12日、東京弁護士会から「非弁提携」を理由に、業務停止6か月の懲戒処分を下された。その後、日本弁護士連合会に対する不服申し立ての審査請求を経て、業務停止3か月の裁決となる。これに対して、ベリーベスト法律事務所は、この懲戒処分の取り消しを求めて提訴しており、2024年10月時点では、最高裁判所において審理されており、まだ決着していない。
本件は、ベリーベスト法律事務所が司法書士法人新宿事務所から過払い金返還請求の案件を引き継ぐ際に19万8000円を支払ったことについて、東京弁護士会から「事件の紹介料である（＝非弁提携を行った）」として問題になった。これに対し、酒井将・浅野健太郎は「業務委託料として支払ったもので紹介の対価ではない」と反論。
なお、同案件で関与していた司法書士法人新宿事務所にも懲戒がかかっていたが、東京司法書士会は不処分としている。
また、非弁提携に関する懲戒請求を行ったのは、弁護士法人アディーレ法律事務所を退職後、ベリーベスト法律事務所に入所した元職員であった。さまざまな証言や証拠から、この元職員はアディーレがベリーベストを陥れるために送り込んだスパイであるとして、2019年9月20日、酒井将はアディーレおよび元代表社員である石丸幸人弁護士に対して懲戒請求を行った。